# Omar Alderete
Omar Federico Alderete Fernández (Assunção, 26 de dezembro de 1996) é um futebolista paraguaio que atua como zagueiro. Atualmente joga no Sunderland. 

## Carreira

### Cerro Porteño
Alderete iniciou sua carreira no clube paraguaio Cerro Porteño, tendo disputado a Copa Libertadores Sub-20 de 2016 pelo Sub-20, onde atuou em três jogos e marcou um gol (vitória de virada sobre o Bolívar por 3–2 em 3 de fevereiro de 2016). Meses depois, em maio de 2016, Alderete fez sua estreia profissional na derrota de 1–0 para Rubio Ñu na Primera División paraguaia. Em seu terceiro jogo no campeonato, fez seu primeiro gol em uma vitória fora de casa contra o Guaraní em 31 de julho. Ao todo disputou 22 partidas e fez um gol no clube paraguaio.

### Gimnasia y Esgrima
Em 3 agosto de 2017, Alderete foi emprestado ao Gimnasia y Esgrima por um ano, pelo calor de 1,1 milhões de dólares com opção de compra ao final. Sua estreia pelo Lobo foi em 26 de agosto um empate 4–4 com o Defensa y Justicia. Seu único gol pelo clube foi em 31 de março de 2018, na derrota por 3–1 para o Argentino Juniors. Ao final de seu empréstimo, o Gimnasia optou por não exercer o direto de compra. Atuou em 22 jogos, sendo titular em todos, e marcou um gol pela equipe.

### Huracán
Em 28 de julho de 2018, foi anunciado sua transferência para o Huracán, tendo o clube adquirido 80% do direitos do jogador. Sua estreia foi em 4 de agosto do mesmo ano, na derrota de 2–0 para o Atlético Tucumán, na Copa Argentina. Ao todo, atuou em 16 partidas pelo El Globo, sem ter marcado gols.

### Basel
Em 4 de junho de 2019, foi anunciado como novo reforço do Basel, assinando com o clube suíço por quatro anos. Sua estreia aconteceu na vitória de 4–1 sobre o Sion na 12ª rodada do Campeonato Suíço de 2019–20 19 de julho e seu primeiro gol foi logo em sua segunda partida, na derrota por 3–2 para o PSV no jogo de ida da segunda rodada de qualificação da Liga dos Campeões de 2019–20. Fez o gol do Basel na final da Copa da Suíça de 2019–20, que acabou sendo derrotado por 2–1 para o Young Boys e perdeu o título. Marcou novamente contra o Young Boys na vitória de 3–0 em 1 de dezembro de 2021.

### Hertha BSC
Em 5 de outubro de 2020, o Hertha Berlim anunciou-o como novo reforço do clube por 10 milhões de dólares, tendo assinado contrato por cinco anos e usado a camisa 14. Fez sua estreia na derrota por 2 a 1 para o RB Leipzig em 24 de outubro.

### Valencia

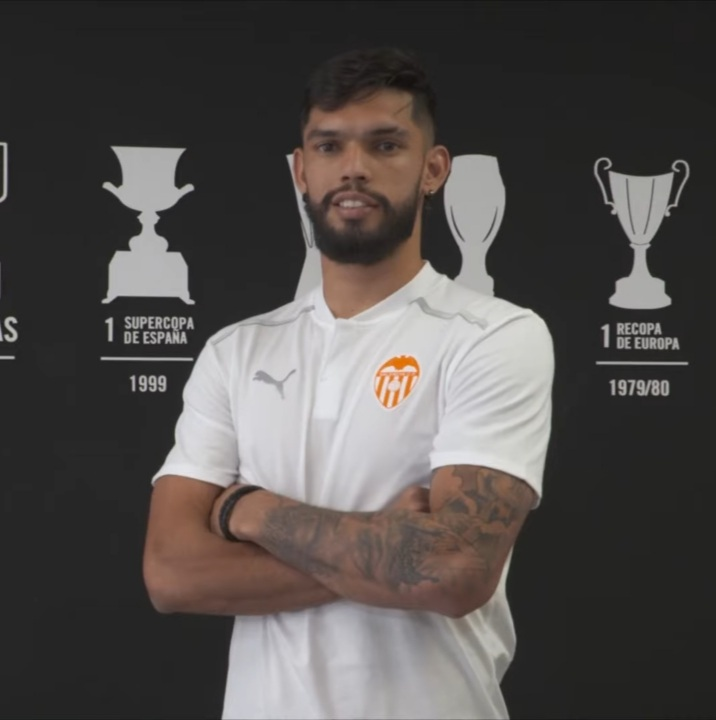
Alderete em sua apresentação pelo

Foi anunciado e apresentado ao Valencia em 12 de julho de 2021 por empréstimo um ano e com opção de compra ao fim do período, com Alderte utilizando o número 15 de camisa. Fez sua estreia pelo Valencia em 17 de julho num amistoso de pré-temporada contra o Villarreal, além de marcar seu primeiro gol também em um amistoso de começo de temporada contra o FC Cartagena em 25 de julho que o Valencia venceu por de 3–2.
Sua estreia oficial foi 14 de agosto de 2021 na vitória de 1–0 contra o Getafe, na primeira rodada da La Liga de 2021–22 e seu primeiro gol oficial foi em 12 de setembro, o último da vitória de 4–1 sobre o Osasuna na 4ª rodada da La Liga. Fez também na derrota de virada por 2–1 contra o Espanyol, em 31 de dezembro de 2021.
Ao fim de seu empréstimo, o Valencia optou por não executar a cláusula de compra e Alderete despediu-se do clube espanhol em junho de 2022. Disputou 34 partidas e fez dois gols no período.

### Getafe
Alderete foi contratado pelo Getafe por empréstimo em 19 de agosto de 2022 por empréstimo de um ano, com opção em compra ao fim. Em 25 de maio, foi anunciada sua compra definitiva, tendo assinado por cinco temporadas.

## Seleção Paraguaia

### Sub-17
Alderete foi um dos 23 convocados para disputar o Campeonato Sul-Americano Sub-17 de 2013 na Argentina.

### Sub-20
Alderete também foi convocado para o Campeonato Sul-Americano de Futebol de 2015 pelo Víctor Genés, no Uruguai.

### Sub-23
Em maio de 2016, Alderete foi um dos convocados por Carlos Humberto Paredes para representar o Paraguai no Torneio de Toulon de 2016 na França, tendo feito um gol no primeiro jogo contra Guiné em 19 de maio, que o Paraguai venceu por 3–1. A Seleção acabou eliminada por Portugal após perder por 3–0.

### Principal
Ele foi convocado para treinar com a equipe sênior de Juan Carlos Osorio em 2018. Fez sua estreia em 20 de novembro de 2018, em um empate de 1–1 contra a África do Sul. Em 10 de junho de 2021, foi um dos convocados para a disputa da Copa América de 2021, no Brasil, sendo essa sua primeira competição pela seleção. Também foi convocado para algumas rodadas das Eliminatórias para a Copa do Mundo de 2022, contra Uruguai e Brasil.

## Estatísticas
Atualizadas até dia 28 de fevereiro de 2022.[carece de fontes?]

### Clubes
| Clube              | Temporada         | Campeonato nacional | Campeonato nacional | Campeonato nacional | Copa nacional | Copa nacional | Copa nacional | Competição continental | Competição continental | Competição continental | Outros torneios | Outros torneios | Outros torneios | Total | Total | Total   |
| Clube              | Temporada         | Jogos               | Gols                | Assist.             | Jogos         | Gols          | Assist.       | Jogos                  | Gols                   | Assist.                | Jogos           | Gols            | Assist.         | Jogos | Gols  | Assist. |
| ------------------ | ----------------- | ------------------- | ------------------- | ------------------- | ------------- | ------------- | ------------- | ---------------------- | ---------------------- | ---------------------- | --------------- | --------------- | --------------- | ----- | ----- | ------- |
| Cerro Porteño      | 2016              | 8                   | 1                   | 0                   | —             | —             | —             | 4                      | 0                      | 0                      | —               | —               | —               | 12    | 1     | 0       |
| Cerro Porteño      | 2017              | 9                   | 0                   | 0                   | —             | —             | —             | 1                      | 0                      | 1                      | —               | —               | —               | 10    | 0     | 0       |
| Cerro Porteño      | Total             | 17                  | 1                   | 0                   | 0             | 0             | 0             | 5                      | 0                      | 1                      | 0               | 0               | 0               | 22    | 1     | 0       |
| Gimnasia y Esgrima | 2017–18           | 22                  | 1                   | 0                   | —             | —             | —             | —                      | —                      | —                      | —               | —               | —               | 22    | 1     | 0       |
| Gimnasia y Esgrima | Total             | 22                  | 1                   | 0                   | 0             | 0             | 0             | 0                      | 0                      | 0                      | 0               | 0               | 0               | 22    | 1     | 0       |
| Huracán            | 2018–19           | 8                   | 0                   | 0                   | 3             | 0             | 0             | 5                      | 0                      | 0                      | —               | —               | —               | 16    | 0     | 0       |
| Huracán            | Total             | 8                   | 0                   | 0                   | 3             | 0             | 0             | 5                      | 0                      | 0                      | 0               | 0               | 0               | 16    | 0     | 0       |
| Basel              | 2019–20           | 28                  | 2                   | 1                   | 6             | 1             | 0             | 14                     | 1                      | 0                      | —               | —               | —               | 48    | 4     | 1       |
| Basel              | 2020–21           | 3                   | 0                   | 0                   | 0             | 0             | 0             | 3                      | 0                      | 0                      | 0               | 0               | 0               | 6     | 0     | 0       |
| Basel              | Total             | 31                  | 2                   | 1                   | 6             | 1             | 0             | 17                     | 1                      | 0                      | 0               | 0               | 0               | 54    | 4     | 1       |
| Hertha Berlim      | 2020–21           | 17                  | 0                   | 0                   | 0             | 0             | 0             | —                      | —                      | —                      | —               | —               | —               | 17    | 0     | 0       |
| Hertha Berlim      | Total             | 17                  | 0                   | 0                   | 0             | 0             | 0             | 0                      | 0                      | 0                      | 0               | 0               | 0               | 17    | 0     | 0       |
| Valencia           | 2021–22           | 29                  | 2                   | 0                   | 0             | 0             | 0             | —                      | —                      | —                      | —               | —               | —               | 29    | 2     | 0       |
| Valencia           | Total             | 29                  | 2                   | 0                   | 0             | 0             | 0             | 0                      | 0                      | 0                      | 0               | 0               | 0               | 29    | 2     | 0       |
| Getafe             | 2022–23           | 25                  | 1                   | 1                   | —             | —             | —             | —                      | —                      | —                      | —               | —               | —               | 25    | 1     | 1       |
| Getafe             | 2023–24           | 2                   | 0                   | 0                   | 0             | 0             | 0             | —                      | —                      | —                      | —               | —               | —               | 2     | 0     | 0       |
| Getafe             | Total             | 27                  | 1                   | 1                   | 0             | 0             | 0             | 0                      | 0                      | 0                      | 0               | 0               | 0               | 27    | 1     | 1       |
| Total na carreira  | Total na carreira | 114                 | 7                   | 2                   | 9             | 1             | 0             | 27                     | 1                      | 0                      | 0               | 0               | 0               | 187   | 9     | 3       |

- a. ^ Jogos da Copa da Argentina, Copa da Suíça e Copa del Rey
- b. ^ Jogos da Copa Sul-Americana, Copa Libertadores da América, Liga dos Campeões da UEFA e Liga Europa da UEFA
- c. ^ Jogos do

### Seleção Paraguaia

#### Sub-17
| Ano   | Jogos | Gols |
| ----- | ----- | ---- |
| 2013  | 7     | 0    |
| Total | 7     | 0    |

#### Sub-20
| Ano   | Jogos | Gols |
| ----- | ----- | ---- |
| 2015  | 7     | 0    |
| Total | 10    | 0    |

#### Sub-23
| Ano   | Jogos | Gols |
| ----- | ----- | ---- |
| 2016  | 4     | 1    |
| Total | 4     | 1    |

#### Principal
| Ano   | Jogos | Gols |
| ----- | ----- | ---- |
| 2018  | 1     | 0    |
| 2020  | 2     | 0    |
| 2021  | 7     | 0    |
| 2022  | 1     | 0    |
| Total | 11    | 0    |